# أنقليس
الأَنْقَلَيْس أو الأَنْقِلَيْس أو الأنكَلَيْس أو ثعبان الماء أو ثعبان السمك هي نوع من أنواع السمك الشبيهة بالثعابين، وليست منها، حيث أنها مختلفة عن ثعابين البحر. هي تتغذى على الأسماك، و منها ما يتغذى على الديدان الموجودة في الأرض. تنتشر هذه الأسماك في منطقة أمريكا الشمالية وأوروبا. تتميز الأنواع التي توجد بأمريكا الشمالية بأنها تلد في المرة الواحدة حوالي 100 مولود.
عموماً، تشكل أنواع الأسماك المائية نسبة ضئيلة من بين أنواع الأسماك المعروفة، حيث يصل عدد أنواع الأسماك البحرية إلى حوالي 55 نوعاً، بينما يبلغ عدد أنواع الأسماك شبه المائية نحو عشرة أنواع والمائية العذبة نحو 35 نوعاً.

## التصنيف
- رتبة الأنقليسيات
  - رتيبة الأنقليسات وأشباهها
    - فصيلة الأنقليسات
      -         - جنس الأنقليس

  - رتيبة الشيقيات
    - فصيلة الشيقات
      - أسرة الشيقاوات
        - جنس الشيق

  - رتيبة القنجريات
    - فصيلة القنجرات
      - أسرة القنجراوات
        - جنس القنجر

## أنواع الثعابين البحرية
- الثعابين شبه المائية
- ثعابين المياه العذبة
- الثعابين البحرية
- ثعابين الخليج العربي البحرية

## المعلومات الغذائية
يحتوي كل 100غ من ثعبان البحر بحسب وزارة الزراعة الأميركية على المعلومات الغذائية التالية :
- السعرات الحرارية: 184
- الدهون: 11.66
- الدهون المشبعة: 2.35
- الكربوهيدرات: 0
- الألياف: 0
- البروتينات: 18.44
- الكولسترول: 126